# Get Off of My Cloud
Get Off of My Cloud è un brano musicale dei Rolling Stones composto da Mick Jagger & Keith Richards nel 1965. Il brano venne pubblicato su singolo nel 1965 sia nel Regno Unito che negli USA, ma con diversi brani come lato B.

## Il brano
La canzone venne registrata all'inizio di settembre del 1965. Notevoli nel brano sono l'introduzione di batteria suonata da Charlie Watts e le chitarre gemelle di Brian Jones e Keith Richards. Il testo parla di insofferenza e ribellione, tematiche entrambe molto comuni nei brani dell'epoca dei Rolling Stones; quando essi stavano ancora costruendosi la famigerata reputazione di "delinquenti" del rock. Gli Stones dissero che il pezzo era stato scritto in reazione alla loro improvvisa crescita di popolarità dopo il clamoroso successo di Satisfaction. La canzone parla dell'avversione della band per le alte aspettative che ora la gente si era creata su di loro, con l'intimazione perentoria del ritornello di lasciarli in pace "scendendo dalla loro nuvola personale" cantata da Jagger: «Hey! You! Get Off of My Cloud!» ("Hei! Tu! Scendi dalla mia nuvola!"). Nel 1971 Mick Jagger aggiunse:

## Tracce

### Edizione UK
Decca F.12263
1. Get Off of My Cloud (Jagger/Richards)
2. The Singer Not the Song (Jagger/Richards)

### Edizione USA
London 45-LON 9792
1. Get Off of My Cloud (Jagger/Richards)
2. I'm Free (Jagger/Richards)

## Accoglienza
Arrivò in vetta alle classifiche dei singoli sia in America per due settimane che in Gran Bretagna per tre settimane nell'autunno del 1965. Anche in Germania arriva al primo posto per tre settimane nel gennaio 1966, in Olanda e Norvegia al secondo ed in Austria al quinto.

## Formazione
- Mick Jagger - voce
- Keith Richards - chitarra ritmica, cori
- Brian Jones - chitarra solista, pianoforte elettrico,
- Bill Wyman - basso, cori
- Charlie Watts - batteria
- Ian Stewart - pianoforte

## Cover
- The Eyes (1965)
- Gli Eddie Reyes & D'Downbeats (1965), dal vivo come gruppo d'apertura del concerto dei Beatles al Rizal Memorial Stadium il 4 luglio 1966
- Cary August (1994)
- The Briggs (2004)
- Alexis Korner (1975)
- "Weird Al" Yankovic sul disco UHF - Original Motion Picture Soundtrack and Other Stuff, come parte del brano Hot Rocks Polka (1989)
- The Meteors
- The Flying Pickets
- Nikki Boyer in versione acustica inclusa nell'album tributo New Licks: A Tribute to the Rolling Stones del 2003
- Il ritornello della canzone è la frase d'apertura della traccia Method Man dei Wu Tang Clan
- I Blondie dal vivo come brano chiusura dei loro concerti del "Parallel Lines 30th Annyversary Tour" nel 2008[4]

### In italiano
Il brano è stato reinterpretato dai Camaleonti con il titolo Come mai in una  versione italiana che è stata definita "modesta" con un "testo banalissimo", mentre secondo Amedeo Bruccoleri con quel singolo: «I Camaleonti si segnalavano subito come ottimi traduttori piazzando brani d'autore di ottimo livello».

## Citazioni
- La canzone viene citata nel racconto di Stephen King intitolato Quattroruote: La storia dei bei lavanderini - Lattaio nr. 2 presente nella raccolta Scheletri.
- La canzone viene citata da Jimi Hendrix durante l'esecuzione della canzone Stone Free nella puntata del 12 luglio 1968 nel programma televisivo It Must Be Dusty condotto da Dusty Springfield. Hendrix dedicò la canzone all'amico Brian Jones arrestato il 21 maggio dello stesso anno per possesso di droga nella propria abitazione a Londra.